# 2004 FU162
2004 FU162 — околоземный астероид группы Атона.
Наблюдался всего однажды 31 марта 2004 года в рамках проекта LINEAR командой из Лаборатории Линкольна (Нью-Мексико, США). Объект остаётся потерянным по состоянию на 2017 год. По оценкам обладает диаметром от 4 до 6 метров, при этом объект совершил одно из наиболее тесных прохождений мимо Земли.

## Описание
31 марта 2004 года в 15:35 UTC астероид прошёл на расстоянии около 1 радиуса Земли или 6400 км от поверхности Земли (или 2,02 радиуса Земли от её центра). Для сравнения, геостационарные спутники обращаются на высоте 5,6 радиуса Земли, а спутники GPS обращаются на расстоянии 3,17 радиуса Земли от центра Земли.
По состоянию на 2008 год год это третье или четвёртое по удалённости прохождение астероида вблизи Земли.
Астероид наблюдался только 4 раза за время 44 минут, но затем после этого не наблюдался. Тем не менее, орбиту удалось определить, а астероид получил обозначение. Объект не удалось обнаружить на более ранних фотографиях. Параметр неопределённости орбиты равен 9.
2004 FU162 предположительно обладает диаметром около 6 метров. Это означает, что астероид сгорел бы в атмосфере до удара о поверхность Земли.
Другой, более крупный астероид 2004 FH прошёл близко к Земли за две недели до 2004 FU162.